# Lise-Meitner-Lectures
Die Lise-Meitner-Lectures (LML) sind eine Veranstaltungsserie der Deutschen Physikalischen Gesellschaft (DPG) und der Österreichischen Physikalischen Gesellschaft (ÖPG) zu Ehren von Lise Meitner. Mit dieser jährlichen Veranstaltungsreihe sollen herausragende Wissenschaftlerinnen einem breiten Publikum vorgestellt werden.
Die LML-Vortragsserie möchte die Sichtbarkeit von erfolgreichen Forscherinnen in der Physik in der allgemeinen Öffentlichkeit erhöhen und junge Frauen für das Studium der Physik begeistern.
Unterstützt wird die Organisation der Lise-Meitner-Lectures vom Arbeitskreis Chancengleichheit der DPG.

## Vortragende
- 2008: Mildred Dresselhaus, „Why are we so excited about nano-carbons?“
- 2009: Cecilia Jarlskog, „Symmetries – Exact and Broken“
- 2010: Anna Frebel, „Die ältesten Sterne im Universum und die chemische Entwicklung unserer Galaxie“
- 2012: Renate Loll, „More than meets the eye: probing the planckian structure of spacetime“
- 2013: Jocelyn Bell Burnell, „Pulsars and Extreme Physics“
- 2014: Felicitas Pauss, „Das Higgs-Teilchen: Unsichtbares sichtbar und Unmögliches möglich machen“
- 2015: Cornelia Denz, „Material in neuem Licht - wie maßgeschneidertes Licht Materie strukturieren und anordnen kann“
- 2016: Petra Schwille, „Ist Leben konstruierbar?“
- 2017/18: Nicola Spaldin, „New Materials for a New Age“ (DPG 2018/ÖPG 2017)
- 2017/18: Johanna Stachel, „Erforschung von Urknallmaterie an der Weltmaschine LHC“ (DPG 2017/ÖPG 2018)
- 2019: Halina Rubinsztein-Dunlop, „Sculpted light in nano- and microsystems“
- 2021: Claudia Draxl, „Modellierung neuer Materialien und Künstliche Intelligenz zur Bewältigung gesellschaftlicher Herausforderungen“
- 2022: Viola Priesemann, „Lernen in lebenden neuronalen Netzwerken“
- 2023: Donna Strickland, „Generating High-Intensity, Ultrashort Optical Pulses“
- 2024: Lisa Kaltenegger, „Die Suche nach Alien Earths: Neueste Erkenntnisse und Abenteuer“
- 2025: Anne L’Huillier, „Attosecond pulses of light for studying electron dynamics“